# Tully (película)
Tully película estadounidense de comedia dramática dirigida por Jason Reitman y escrita por Diablo Cody. La película es protagonizada por Charlize Theron, Mackenzie Davis, Mark Duplass y Ron Livingston, y sigue la amistad entre una madre de tres hijos y su niñera. Es la cuarta colaboración entre Reitman y Cody, luego de Juno (2007), Jennifer's Body (2009) y Young Adult (2011).
La película se estrenó en el Festival de Cine de Sundance 2018, y fue distribuida en Estados Unidos el 4 de mayo de 2018, por Focus Features.

## Argumento
Marlo, madre de dos hijos, está embarazada de un tercer hijo no planeado. Jonah, su hijo, tiene un trastorno del desarrollo que los médicos no han podido diagnosticar; ella usa el Protocolo de Wilbarger para cepillar su piel en un intento de reducir su sensibilidad. Cuando Marlo y su esposo Drew visitan la casa de su rico hermano Craig para cenar, él se ofrece a pagar una niñera nocturna como regalo de baby shower, pero Marlo lo rechaza.
Marlo da a luz a una hija a la que llama Mia, y rápidamente se siente abrumada y exhausta. Después de que el director de Jonah recomienda que lo coloquen en una escuela diferente, Marlo se derrumba y recupera la información de contacto de la niñera nocturna.
Esa noche, Tully, la niñera nocturna, llega a la casa. A pesar de una incomodidad inicial, Marlo y Tully desarrollan una estrecha amistad en el transcurso de varias noches. Tully demuestra ser una niñera excepcional, limpia la casa y hornea pastelitos para la clase de Jonah. Cuando Marlo menciona que Drew tiene un fetiche por las mujeres con uniformes de camarera de comedor de la década de 1950, Tully se pone un uniforme que Marlo había comprado anteriormente y se involucran en un trío con Drew.
Una noche, Tully llega al trabajo visiblemente angustiada y dice que ha tenido una pelea con su compañera de piso, enfadada porque Tully trae a casa demasiadas citas. Tully sugiere de pronto ir a la ciudad a tomar una copa, a lo que Marlo accede de mala gana, y la pareja conduce hasta el antiguo barrio de Marlo en Bushwick, Brooklyn. Mientras está en un bar, Tully de repente le dice a Marlo que ya no puede trabajar para ella, y le explica que estaba allí solo para "cerrar una brecha" y que siente que ya no la necesitan. Mientras conduce a casa, Marlo se queda dormida al volante y desvía el auto hacia un río.
Marlo se ve atrapada bajo el agua y se imagina a Tully como una sirena que viene a rescatarla. Se despierta en un hospital con Drew. Un psiquiatra del personal se acerca a Drew y le informa que Marlo sufría de agotamiento y privación extrema del sueño. Cuando el médico le pregunta por su niñera, Drew le dice que no sabe mucho sobre ella. Un empleado del hospital le pregunta a Drew el apellido de soltera de Marlo y él se lo proporciona: "Tully". Tully no existe. Finalmente Marlo cae en la cuenta de que la había imaginado como una proyección de su yo pasado a los 26 años como un medio para lidiar con el estrés. Marlo es visitada por Tully por última vez en su habitación del hospital, donde deciden que tienen que dejar de verse y separarse amistosamente.
Tras regresar a casa, Jonah le dice que ya no necesita cepillar su piel. Marlo va a la cocina a escuchar música y preparar los almuerzos de los niños para el día siguiente. Drew entra y comparte la música con ella mientras la ayuda.

## Reparto
- Charlize Theron como Marlo.
- Mackenzie Davis como Tully.
- Mark Duplass como Craig.
- Ron Livingston como Drew.

## Producción
El 22 de septiembre de 2016 Tully comenzó la filmación en Vancouver, Columbia Británica.
Theron comentó que tuvo que ganar 22 kilogramos para su papel en un periodo de tres meses y medio, y comió más de lo acostumbrado para mantener el peso. Le tomó un año y medio recuperar su peso luego de que la filmación había terminado.

## Estreno
En mayo de 2017, Focus Features adquirió los derechos de distribución de la película y propuso como fecha de estreno el 20 de abril de 2018; sin embargo, en marzo de 2018, la fecha fue pospuesta para el 4 de mayo.

## Recepción
Tully recibió reseñas positivas de parte de la crítica y de la audiencia. En la página web Rotten Tomatoes, la película obtuvo una aprobación de 87%, basada en 206 reseñas, con una calificación de 7.7/10, mientras que de parte de la audiencia tuvo una aprobación de 74%, basada en 1693 votos, con una calificación de 3.7/5.
Metacritic le dio a la película una puntuación 75 de 100, basada en 52 reseñas, indicando "reseñas generalmente favorables". En el sitio web IMDb los usuarios le han dado una calificación de 7.4/10, sobre la base de 5304 votos. En la página FilmAffinity tiene una calificación de 6.7/10, basada en 72 votos.